# ممتازدندان

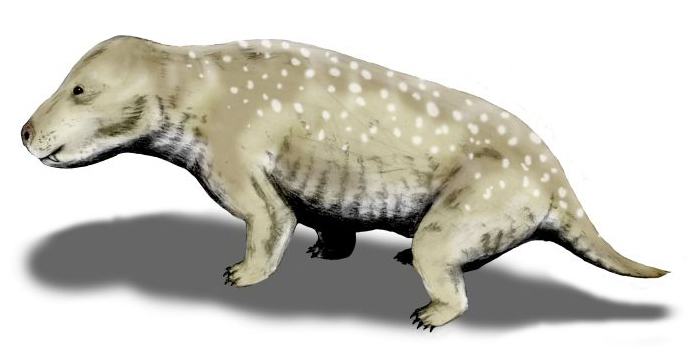

ممتازدندان (نام علمی: Exaeretodon) یک سگ دندان گیاهخوار بود که بین ۲۳۵ تا ۲۰۵ میلیون سال زندگی می‌کرد این جانور حدود ۱٫۸ متر طول داشت و فسیل‌های آن تا کنون در آرژانتین، برزیل و هند کشف شده است.